# Борис Христов
Борис Кирилов Христов (Пловдив, 18. мај 1914 — Рим, 28. јун 1993) био је бугарски оперски певач. Сматран је за један од најбољих бас гласова у двадесетом веку.

## Рани живот
Рођен је у Пловдиву 18. маја 1914. године од родитеља Кирила Христова и Рајне Теодорове. Борис Кристоф је рано демонстрирао свој певачки таленат и још као мали дечак је почео да пева у хору у Храму Светог Александра Невског у Софији. Његов отац је био веома популаран кантор у Ресену, привлачећи вернике у бугарску егзархистичку цркву где је певао.
Године 1930, је завршио студије права и почео да се бави адвокатуром. У слободно време наставио је да пева у Гусларском хору гусла у Софији, постигавши огроман успех као солиста хора 1940. године. Захваљујући владиној потпори, Кристоф је у мају 1942. отишао у Италију где га је две године подучавао у основном италијанском бас репертоару велики баритон раније генерације, Рикарда Страћијарија.

## Каријера
Имао је неколико успешних изведби пред публиком у Аустрији 1944. и 1945. године. Вратио се у Италију децембра 1945. године а већ следеће године је направио свој први оперски наступ са опером Боеми у граду Ређо ди Калабрија 12. марта 1946. После тога је ређао наступе у Миланској скали, Венецијанској и Римској оперској кући као и у Краљевској опери у Лондону. 1950. године је позван да пева у Метрополитен опери међутим тадашња власт није дозволила улаз за држављање земаља Источног блока. Када су ове санкције попустиле, он је ипак наступио у САД 1956. године у Сан Франциску. Године 1964. је направио паузу због операције тумора на мозгу. Ипак се вратио следеће године на сцену са нешто споријим темпом и енергијом. 1967. године је добио дозволу да оде назад за Бугарску због сахране његове мајке. То му је био први повратак после 1945. године. Његов последњи наступ је био у Риму на Бугарској академији 22. јуна 1986.
Године 1950, позван је да пева у Метрополитен опери у Њујорку, али му је одбијен улазак у САД због Мекарановог закона о имиграцији, који је забранио улазак у земљу грађанима земаља Источног блока. Уместо тога, улогу је преузео млади италијански бас Чезаре Сиепи. Након што су ограничења уклоњена, Кристоф је дебитовао у Сједињеним Државама 1956. у Опери Сан Франциска. Он је одбио све даље позиве Митрополитске опере и никада се тамо није појавио. Након кратког одсуства са сцене због операције тумора на мозгу 1964. године, Кристоф је наставио своју каријеру 1965. године, али много споријим темпом. Године 1967, дозвољено му је да се врати у Бугарску први пут од 1945. године, на сахрану своје мајке.
Током 1970-их Христофови наступи на сцени постали су све ређи. Каријеру је привео крају завршним концертом у Академији Бугарске у Риму 22. јуна 1986. Умро је у Риму 1993. године, а тело му је враћено у Бугарску, почивало је у катедрали Александра Невског у Софији зарад одавања почасти, и затим је сахрањено. у одељку 46 Софијског централног гробља.

## Глас и репертоар
Борис је имао мрачан и дубок глас. Иако није имао снажан глас, он није имао проблема са наступањем у великим дворанама попут опере у Сан Франциску. Због свог сценског присуства и драматичног темперамента, био је достојан наследник велике традиције словенских басова коју су, између представљали Фјодор Стравински, Лев Сибирјаков, Владимир Касторски, Фјодор Шаљапин, Александар Кипнис и Марк Рајзен. Певао је углавном на Вердијевом и руском репертоару, а био је и префињен извођач вокалне камерне музике. Међу његовим најпознатијим улогама биле су улоге цара Бориса (Мусоргски - Борис Годунов), Филипа II (Верди - Дон Карло), Мефистофела (Гуно - Фауст и Боито - Мефистофел), Ивана Сусанина (Глинка - Живот за цара), Закарије (Верди - Набуко), Цар Иван (Римски-Корсаков - Иван Грозни), Досифеј (Мусоргски - Хованшчина), Гомез да Силва (Верди - Ернани), Фијеско (Верди - Симон Боканегра), Атила (Верди - Атила), Падре Гвардијано (Верди - Форза судбине), Галицки и Кончак (Бородин - кнез Игор) и други.
Кристоф је направио студијске снимке осам опера (Дон Карло, Борис Годунов и Фауст по два пута) и бројне снимке уживо (радио или сценски наступи). Био је веома цењен као певач и снимио је више од 200 руских песама Мусоргског (први је снимио све своје 63 песме), Чајковског, Римског-Корсакова, Глинке, Бородина, Цуија, Балакирјева, као и традиционалних песама, углавном уз клавирску пратњу. Започео је традицију прављења студијских снимака Бориса Годунова са истим басом који пева три улоге (Борис, Варлаам, Пимен).
Док је био велики извођач на сцени, Кристоф је имао тешке односе ван сцене са колегама певачима и продуцентима, који су понекад прерасли у јавне скандале. Године 1955, посвађао се са Маријом Калас током извођења Медеје у Римској опери, а 1961. његов уговор са Миланском скалом је раскинут након отвореног сукоба са Бугарином Николајем Гјауровим кога је Кристоф окривио за сарадњу са бугарским комунистичким режимом. Био је обожаван због свог моћног, раскошног гласа, а посебно је био повезан са улогама Мусоргског и Вердија. Херберт фон Карајан је покушао да га натера да пева насловну улогу у Дон Ђованију, што би било неприкладно за његов домет; то га је подстакло да прекине односе са фон Карајаном.
Он је био девер италијанског баритона Тита Гобија.

## Снимци
Доступни су многи снимци. Следећа листа садржи само неколико.
- Доступне су његове комплетне песме Мусоргског у продукцији EMI.
- Снимио је Вердијев Реквијем 3 пута, једном под Тулиом Серафином у Риму 1959, једном са Хербертом фон Карајаном и једном са Бруном Бартолетијем.
- Доступна су два снимка Бориса Годунова где Кристоф пева три улоге: Бориса, Пимена и оца Варлама.
- Доступна су два извођења великих Вагнерових улога, оба отпевана на италијанском: Гурнеманз у Парсифалу под диригентском палицом Виторија Гија у Риму 1950. и Погнер златар у Мајстори певачи из Нирнберга, под дириговањем (студио) Ловра фон Матачића у Торину 1962.
- Рецитал у Лугану 1976 [DVD]

## Награде
- Сонингова награда (1969; Данска)

## Почасти
- Стеновита литица која формира тачку Ајтос на обали Бренсфилдовог мореуза, источног острва Ливингстон, Антарктик је названа по њему.[15]